# Lijst van naamdagen - oktober
Hieronder staan de naamdagen voor oktober.
| Dag        | Heilige                                                                          | Voornaam |
| ---------- | -------------------------------------------------------------------------------- | --- |
| 1 oktober  | Bavo Thérèse v. Lisieux Romanus Melodus                                          | Baaf, Babo, Bavo, Bavon Tessa, Theresia, Thera, Tracy Melodia |
| 2 oktober  | Leodegard Gerinus Beregisius                                                     | Leudgar, Léger, Ligeer, Ligarie Garin, Gerin, Guérin Bérégise, Bergis |
| 3 oktober  | Gerard van Brogne Ewald Columba Marmion Menna van Fontenoy                       | Gary, Geerhard, Geert, Geerten, Ger, Gerard, Gerardo, Gerardus, Gerco, Gerd(y), Gerdo, Gerrie, Gerrit, Gert, Jard, Jerry Eward, Ewoud, Ewout, Wout Colon Mijnske, Minke, Minne, Minte                                        |
| 4 oktober  | Franciscus van Assisi Berenice Aurea                                             | Cis, Fer(r)ence, Francesco, Franck, François, Frank(y), Frankie, Franne, Frans, Fransoo, Franz, Frenk, Frens, Paco, Pancho, Quico, Quigo, Sies, Sus Bérénice, Bernice Aranka, Aurée, Oringa                                  |
| 5 oktober  | Placidus Flora Attilanus Meinolf van Paderborn                                   | Placido Fiorella, Fleur, Floor, Flora, Flore, Florette, Floriska, Flossie Attila Meine, Meins, Menno |
| 6 oktober  | Bruno van Keulen Isidoor De Loor Foy van Conques                                 | Braun, Bruin, Brûn, Bruncheline, Bruno, Brunon, Wruenel Magne, Mang Faith, Fida, Foy |
| 7 oktober  | Justina Markus I Julia                                                           | Justine, Stien Marc, Mark Julia, Julie, Juul |
| 8 oktober  | Amor van Maastricht Ragenfried Demetrius Laurentia Thaïs                         | Amour Rainfroy, Reinfried, Renfrieda Demetria, Demetrio, Demi, Demetria, Dimitri Lara, Larissa, Laure, Laureen, Lauren, Laurenzia, Lauri, Laurie, Laurienne, Lauriënne, Laurijn, Loredana, Lorene, Lor(r)aine, Renske Thaïsa |
| 9 oktober  | Denijs Savin(us) Gislenus Abraham                                                | Denis, Dennis, Dion, Disney, Dwight, Dyon Sabijn Chislaine, Galein, Geleyn, Gelinus, Gelijn, Ghislain, Ghislaine, Gislena, Gislenus, Gisilin, Glein, Leen, Lena Ab, Abraham, Abram, Bram, Brayhim, Ebrahim, Ibrahim          |
| 10 oktober | Franciscus Borgia Tanca van Lhuitre                                              | France, Francis, Franciska, Frank(y), Frans, Sies, Sooi, Sus, Swa Tanne, Tanneke |
| 11 oktober | Gummarus Soledad Kenneth Nicasius Quirien                                        | Gomaar, Gottmar, Guntmar, Kommer Soledad Cainnech, Ken, Kenneth, Kenny Nicause Corrie, Corine |
| 12 oktober | Wilfried van York Edwin Serafien Maximiliaan van Lorch Harlindis van Aldeneik    | Frieda, Wilfried Edinho, Edwin, Edwina, Edwine Cerafine, Sêre Masis, Massis, Max, Maxim, Maxime, Maximiliaan Arlinde, Linda, Lindy, Lynda, Lynn                                                                              |
| 13 oktober | Eduard de Belijder Gerald van Aurillac Colman van Stockerau Simpert van Augsburg | Eddy, Eduard, Ted, Ward, Warre Gerald, Geraldine, Géraud, Gerout, Gerwald Colloman, Kalman Sientjo |
| 14 oktober | Donatianus Callistus Hildegonde                                                  | Donaas, Donatella, Donato Calixte, Calliste, Callixtus Hilde, Hildegund |
| 15 oktober | Theresia van Ávila Aurelia van Straatsburg Severus van Trier                     | Resie, Resy, Tere, Teresa, Teresia, Terry, Tess(y), Tessa, Thera, Thérèse, Theresia, Tracey, Trees Aurelie, Orell Severien, Severijn, Sören                                                                                  |
| 16 oktober | Gerardus Majella Margaretha-Maria Alacoque Gallus Hedwig Boudewijn               | Geeraard, Geert, Gerard, Gerdi, Gerrit Margrete-Marie Gawel Edwige, Hadewig, Hadewych, Hedda, Hedwich, Hedwige, Jascha, Jasja Baldewijn, Baldwin, Baude, Bouden, Boudewijn                                                   |
| 17 oktober | Ignaas van Antiochië Zélie Rudolf                                                | Fajer, Ignaas, Ignace, Ignacio, Ignard, Ignassio, Ignazio, Inigo, Naas, Ognjen Soline Dolf, Radolf, Rolf, Rodolf, Rolof, Rudi, Rudolf, Ruud, Rudy                                                                            |
| 18 oktober | Lucas Justus van Beauvais Gwendolijn                                             | Luc, Luca, Lucas, Lucasz, Lukasz, Luke, Luuc, Luuk Giusto, Joost, Just Bianca, Fiona, Gwen, Gwenda, Gwenn, Gwenny, Gwyn, Gwyneth, Viona, Wendy                                                                               |
| 19 oktober | Paul v/h Kruis Jean de Brébeuf Laura Frieda Cleopatra Joël                       | Paul, Polle Jan Laure, Laurette, Lore Alfreda, Fred, Frederik, Freek, Frida, Rika Cleo, Cléo Joel, Joël, Joële, Joëlla, Joëlle                                                                                               |
| 20 oktober | Adelina Bertilla Boscardin Orora Aderald Vital Acca van Hexham                   | Adela, Akine, Lien Bertilia Aure, Aurore Aderald Vital Age |
| 21 oktober | Celina Bertold Hilarion Ursula Gonçalo van Lagos Wendelinus van Trier            | Celia, Celina, Celine, Céline, Sel, Selina, Seline, Selis, Kelly Bertoud Hilary Orsalina, Ursel Gonzalo Vendel, Wanda, Wendel, Wendelien, Wendy                                                                              |
| 22 oktober | Alodia Maria Salomé Melanius Cordula Modéran van Rennes                          | Elodie, Louette Marieke Melanie, Melle, Mellon Cordelia Myrna |
| 23 oktober | Johan van Capestrano Oda van Amay Teodorik Severijn Hendrik van Keulen           | Jan, Janneken Ode Theo Servien, Severine, Sören Enrico, Hendrik, Hein, Henri, Henry |
| 24 oktober | Antonius Maria Claret Magloire                                                   | Antoine-Marie Magloor |
| 25 oktober | Krispijn en Krispiniaan Tabitha                                                  | Crispin Dorkas, Tabitha |
| 26 oktober | Evarist Rogatiaan Felicissimus Eata van Hexham                                   | Evariste, Rist, Risto Rogatien Felix Ate, Atse, Atto, Atze |
| 27 oktober | Emelina Antoinette van Brescia                                                   | Amelia, Amely, Amy, Emmy, Melia, Milly Antje, Antonis, Teun, Toine, Tonia |
| 28 oktober | Simon Judas Alfred de Grote Alberic Anastasia van Rome                           | Siemen, Sijmon, Sim, Simke, Simon, Simonette, Syme Jude Altfried, Fred Albrich, Aubrey Anastas(s)ia, Nasstassia, Stacey |
| 29 oktober | Narcissus van Jeruzalem Ermelindis Hyacint                                       | Narcissa Hermelinde, Irmlinde Cinthe |
| 30 oktober | Angelus van Acri Alfons Rodriguez                                                | Angelo, Angel, Angie Adelfons, Alfons, Alfonsa, Alphons, Alphonsius, Alonso, Fonne, Fonnie, Fons |
| 31 oktober | Quintinus Wolfgang Foillan                                                       | Kwinten, Quentin, Quincy, Quint, Quinten, Quintijn, Quintin, Quinty Feuillien, Foignan, Foilan, Wolfie |

januari · februari · maart · april · mei · juni · juli · augustus · september · oktober · november · december